# 布里茲波因特 (明尼蘇達州)
布里茲波因特（英語：Brezzy Point）是一個位於美國明尼蘇達州克羅溫縣的城市。

## 人口
根據2020年美國人口普查的數據，布里茲波因特的面積為33.28平方千米，當中陸地面積為30.37平方千米，而水域面積為2.91平方千米。當地共有人口2574人，而人口密度為每平方千米77人。